# Шупак, Инна Фёдоровна
И́нна Фёдоровна Шупа́к (рум. Inna Șupac; род. 9 февраля 1984, Бессарабка, Молдавская ССР, СССР) — молдавский гражданский активист, в прошлом политический деятель. Депутат Парламента Республики Молдова с 2009 по 2019 год.
БИОГРАФИЯ
Родилась 9 февраля 1984 года. В 2006 году окончила Международный независимый университет Молдовы, факультет истории и международных отношений. Инна Шупак имеет степень магистра антропологии, окончив магистратуру в Высшей Антропологической Школе.
В мае 2006 года была признана одной из лучших студентов Молдовы, получив 1-ю стипендию Bursa de Merit, учреждённую Советом ректоров Республики Молдова при поддержке Фонда Сороса в Молдове. После окончания университета прошла стажировку в Европейском парламенте в Брюсселе и Страсбурге. После возвращения из Европы работала в Аппарате Президента Республики Молдова.
Автор и со-автор более 70 законодательных инициатив в области демократизации, транспарентности, прав человека, образования, масс-медиа. Во время парламентской деятельности занимала различные функции: вице-председатель парламентского комитета сотрудничества РМ – Евросоюз (2011 – 2014), член Постоянного бюро Парламента (2016 – 2019), председатель парламентской фракции ПКРМ (2015 – 2019). Также, была активным членом Парламентской Ассамблеи Совета Европы, используя эту площадку для привлечения внимания международного сообщества к необходимости осуждения олигархического режима Владимира Плахотнюка, захватившего Молдову.
В июне 2018 года стала выпускницей Программы визитов Европейского союза.
В 2019 году приостановила политическую деятельность, переключившись на активность в гражданском обществе. С июня 2019 по июнь 2022 года занимала должность исполнительного директора молдавского Института стратегических инициатив, затем продолжила работать в этой НПО в качестве эксперта.
В 2021 году была со-автором политического ток-шоу «Что это было?» на молдавском телеканале TV8.
На данный момент является исследователем в Академии международных отношений в Бонне (Германия).

## Награды
- Юбилейная медаль «МПА СНГ. 20 лет» (11 апреля 2013 года, Межпарламентская ассамблея СНГ) — за вклад в развитие и совершенствование правовых основ функционирования Содружества Независимых Государств, модельного и национального законодательства государств — участников МПА СНГ, а также в укрепление международных связей и межпарламентского сотрудничества[10]

## Ссылка
1. ↑  Ms ȘUPAC 260118 FREE DEBATE. Дата обращения: 7 августа 2023. Архивировано 7 августа 2023 года.
2. ↑  С госслужбой покончено! Новая работа экс-депутата Инны Шупак. Tribuna. Дата обращения: 7 августа 2023. Архивировано 7 августа 2023 года.
3. ↑  Европейскую Молдову строим вместе? Инна Шупак о перспективах консенсуса о европейской интеграции. Newsmaker.md. Дата обращения: 7 августа 2023. Архивировано 7 августа 2023 года.
4. ↑  Деолигархизация с молдавской спецификой. Инна Шупак о борьбе с клептократией и упущенных возможностях PAS. NewsMaker (9 декабря 2022). Дата обращения: 7 августа 2023. Архивировано 7 августа 2023 года.
5. ↑  Разогнать нельзя протестовать. Инна Шупак о разгоне протеста «Шор» и борьбе с коррупцией. NewsMaker (22 октября 2022). Дата обращения: 7 августа 2023. Архивировано 7 августа 2023 года.
6. ↑  Маски-шоу молдавской юстиции. Инна Шупак о деле Стояногло, вопросах к PAS и однотонном мышлении. NewsMaker (12 октября 2021). Дата обращения: 7 августа 2023. Архивировано 7 августа 2023 года.
7. ↑  Тот неловкий момент длиной 10 лет. Инна Шупак о том, почему стыдно за молдавский парламент. NewsMaker (4 декабря 2020). Дата обращения: 7 августа 2023. Архивировано 7 августа 2023 года.
8. ↑  Проект нового Кодекса о выборах: яблоко раздора или площадка для компромисса? (амер. англ.). Institutul pentru Inițiative Strategice (24 августа 2022). Дата обращения: 7 августа 2023. Архивировано 8 сентября 2023 года.
9. ↑  TV8.md - ЧТО ЭТО БЫЛО? (англ.). www.tv8.md. Дата обращения: 7 августа 2023. Архивировано 7 августа 2023 года.
10. ↑  Постановление Совета Межпарламентской Ассамблеи государств — участников Содружества Независимых Государств от 11 апреля 2013 года № 19 «О награждении медалью «МПА СНГ. 20 лет». Дата обращения: 1 июня 2024. Архивировано 24 марта 2023 года.